# 马禄昌
马禄昌，网上一般被称为“马科长”，因任河北省武安市发展改革局工业科科长期间的一次接受记者采访时答非所问而在网上知名，又被网友戏称为“背书帝”。
现出任武安市发改局副局长。

## 事件
2011年4月26日，央视新闻频道11点时段报道了“武安钢铁调查——难回答的钢铁产能问题”。当地发改局官员马禄昌面对记者询问钢铁产能的问题，先是无言以对，再答非所问，现场数度静默。
记者：目前为止我们钢铁产能情况怎么样？
马科长：钢铁，我们的历史发展比较长，产业工人比较丰富。
记者：那到目前为止我们钢铁产能情况怎么样？
马科长：我们实施精钢战略是想在调整布局的过程中，提高装备水平，做好节能减排，搞好循环经济发展。
记者：能问一下，到目前为止钢铁产能情况怎么样？
马科长：别讲了，别讲了……
记者：那么从2006年到现在钢铁产能增加了多少？
马科长：别讲了，别讲了……
记者：武安市一些企业上的项目，不是国家发改委批的，作为发改局来说，对于这样的产能是怎样一个看法？
马科长：说不出来。